# Podgrad (Novo Mesto, Slovenija)
Podgrad je naselje u slovenskoj Općini Novom Mestu. Podgrad se nalazi u pokrajini Dolenjskoj i statističkoj regiji Jugoistočnoj Sloveniji. 

## Stanovništvo
Prema popisu stanovništva iz 2002. godine naselje je imalo 121 stanovnika.